# Moravie-du-Sud
La Moravie-du-Sud (en tchèque : Jihomoravský kraj) est une des 14 régions de la Tchéquie. Jusqu'en 2000, elle s'appelait la région de Brno, sa capitale et deuxième plus grande ville du pays.  
Les régions voisins sont, à l'ouest : la Bohême-du-Sud, la région de Vysočina ; au nord : la région de Pardubice et à l'est : la région d'Olomouc et la région de Zlín. Au sud, elle est bordée par la frontière avec l'Autriche et la Slovaquie. 
Elle est la grande région viticole de la Tchéquie.

## Administration
Cette région est composée de sept districts :
- district de Blansko
- district de Brno-Ville (chef-lieu : Brno)
- district de Brno-Campagne (chef-lieu : Brno)
- district de Břeclav
- district de Hodonín
- district de Vyškov
- District de Znojmo

## Nature
On peut y visiter le parc national Podyjí. Aussi trois espaces protégés : Karpaty, Moravský Kras et Pálava.  
Les rivières Dyje, Svratka et Svitava qui rejoidront le Danube.

## Histoire
En décembre 1805, se déroula à Slavkov u Brna la Bataille des trois Empereurs, dans laquelle s'affrontèrent les armées du tsar Alexandre Ier et de l'empereur d'Autriche François Ier à l'armée de Napoléon Ier.
En 1925, fut découverte une statue appelée la Venus de Dolní Věstonice,qui  témoigne de l'occupation de la région depuis le Paléolithique.
Jusqu'en 2000, la région de Moravie-du-Sud s'appelait « région de Brno ».

## Économie
La Moravie-du-Sud possède une économie développée qui repose sur une puissante industrie manufacturière, notamment la construction mécanique, dont le centre est situé à Brno. La fabrication d'équipements électriques est également importante et ancienne (Siemens à Brno). Des industries chimique et pharmaceutique sont présentes à Brno. L'industrie agro-alimentaire est bien implantée au sud et à l'est de la région (Brno, Znojmo, Mikulov) : principalement viande, légumes en conserve et sucre. La région compte également quatre grandes brasseries (Starobrno, Líšeňský pivovar, Pegas, Lucky bastard) et nombre de producteurs du vin.

## Agriculture

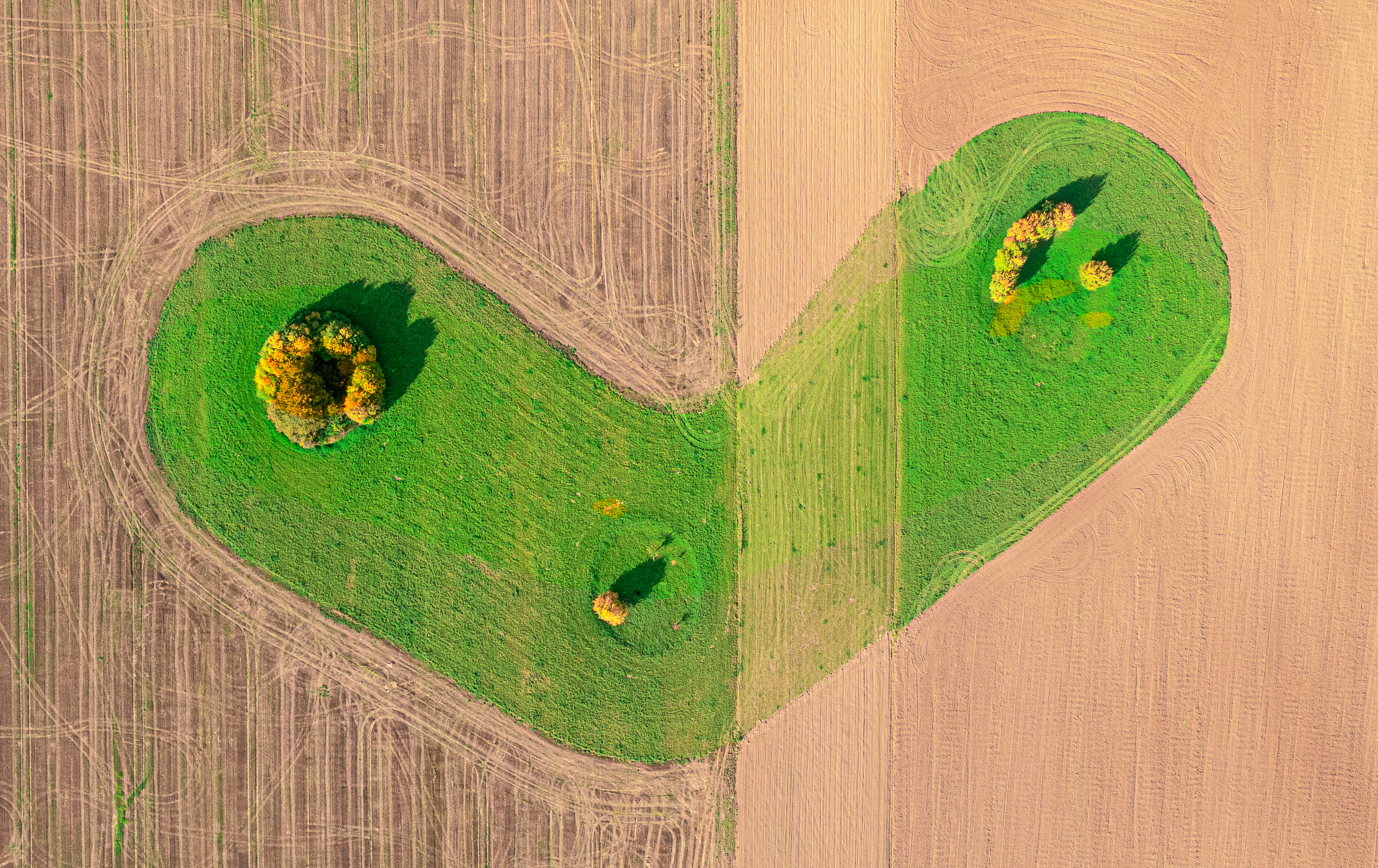
La Moravie-du-Sud comporte des formations kartstiques qui forment des dolines dans les champs, ici à Ostrov u Macochy. Octobre 2022.

Le climat est très favorable à l'agriculture, particulièrement développée dans les bassins. On cultive le blé, le maïs, l'orge, la tomate, le concombre, le poivron, la pêche et la vigne. La surface agricole forme 60 % de la surface de Moravie-du-Sud, dont 83 % est formée par le sol arable ; 96 % des vignobles sont en Moravie-du-Sud.[réf. nécessaire]

## Transports
La capitale régionale Brno est un nœud ferroviaire et routier très important. 
Brno est reliée par autoroute à Prague et Olomouc (D1), à Bratislava (D2) et  Vienne (D52). 
Brno possède l'aéroport international Brno - Tuřany. Il y a également beaucoup de chemins de fer et aussi de nombreuses pistes cyclables.

## Principales villes
Population des dix principales communes du district au 1er janvier 2024 et évolution depuis le 1er janvier 2023 :
| Brno               | district de Brno-Ville    | 400 566 | en augmentation |
| Znaïm / Znojmo     | district de Znojmo        | 34 160  | en augmentation |
| Břeclav            | district de Břeclav       | 24 863  | en augmentation |
| Hodonín            | district de Hodonín       | 23 657  | en augmentation |
| Vyškov             | district de Vyškov        | 20 498  | en augmentation |
| Blansko            | district de Blansko       | 20 185  | en stagnation   |
| Boskovice          | district de Blansko       | 12 190  | en augmentation |
| Kuřim              | district de Brno-Campagne | 11 400  | en augmentation |
| Kyjov              | district de Hodonín       | 10 799  | en augmentation |
| Veselí nad Moravou | district de Hodonín       | 10 623  | en diminution   |
| Ivančice           | district de Brno-Campagne | 9 971   | en augmentation |
| Tišnov             | district de Brno-Campagne | 9 275   | en augmentation |
| Šlapanice          | district de Brno-Campagne | 7 952   | en augmentation |
| Mikulov            | district de Břeclav       | 7 638   | en diminution   |
| Letovice           | district de Blansko       | 7 215   | en augmentation |

## Personnalités
- Leoš Janáček — compositeur de musique classique.
- Alfons Mucha — peintre né à Ivančice
- Tomáš Garrigue Masaryk — président tchèque, né à Hodonín
- Johann Gregor Mendel — naturaliste, mort à Brno
- Viktor Kaplan —  inventeur de la turbine d'eau, qui a vécu à Brno
- Libuše Šafránková — actrice tchèque

## Enseignement supérieur
- Conservatoire de la danse à Brno
- Université Masaryk[4] à Brno
- Université Mendel[5] à Brno
- Université militaire[6] à Brno
- Université de la musique du Janáček[7] à Brno